# Clash of the Wolves
Clash of the Wolves è un film muto del 1925 diretto da Noel M. Smith.
Nel 2004, è stato scelto per la conservazione nel National Film Registry con la dicitura di film "culturalmente, storicamente o esteticamente significativo".

## Trama
A capo di un branco di lupi, Lobo è metà lupo e metà cane. Gli allevatori della zona hanno messo una taglia sulla sua testa ma lui si salva, nascosto da David Weston, un giovane cercatore che ha fatto amicizia con lui dopo avergli tolto una spina dalla zampa. Lobo ripaga il debito difendendo Weston da Borax Horton. In seguito, Horton aggredirà nuovamente il giovane, lasciandolo poi a terra come morto. Lobo cerca allora May, la ragazza di Weston. Sfuggito alla caccia che gli danno gli allevatori, riesce ad attirarli dove si trova David e loro si rendono conto che Lobo è amico dell'uomo. Dopo aver ucciso Horton, Lobo vivrà insieme a David e May.

## Produzione
Il film fu prodotto dalla Warner Bros. Nell'agosto del 1925, l'American Cinematographer riportava che il direttore della fotografia E. B. Dupar stava girando un film con Rin Tin Tin in una località estremamente calda, ma non segnalò il nome del posto.

## Distribuzione
Il copyright del film, richiesto dalla Warner Bros. Pictures, Inc., fu registrato il 26 ottobre 1925 con il numero LP21953.
Distribuito dalla Warner Bros., il film fu presentato in prima a New York il 17 novembre, uscendo poi nelle sale il 28 novembre 1925. Nel Regno Unito, fu distribuito il 12 luglio 1926 dalla Gaumont British Distributors. In Austria, con il titolo Unter den Wölfen der Sierra, uscì nel 1928; in Portogallo, come Rin Tin Tin e os Lobos, il 31 maggio 1929.
È stato distribuito in DVD dalla Image Entertainment, dalla Grapevine Video, dalla Facets Multimedia Distribution e dalla National Film Preservation Foundation.
Copie della pellicola si trovano negli archivi del George Eastman House di Rochester, della Library of Congress di Washington, del National Archives of Canada di Ottawa, del Filmmuseum di Amsterdam, dell'UCLA Film and Television Archive di Los Angeles. La Library of Congress conserva la copia in nitrato che era stata ritrovata di Sudafrica e riportata negli Stati Uniti attraverso l'American Film Institute.